# بایونتا (بازی ویدئویی)
بایونتا (ژاپنی: ベヨネッタ هپبورن: Beyonetta) یک بازی ویدئویی به سبک اکشن-ماجراجویی است که توسط پلاتینیوم گیمز توسعه یافته و به‌وسیلهٔ شرکت سگا برای کنسول‌های بازی پلی‌استیشن ۳، ایکس‌باکس ۳۶۰ و وی یو عرضه شده‌است. این بازی در ابتدا در اکتبر ۲۰۰۹ در ژاپن و ژانویه ۲۰۱۰ برای کنسول‌های پلی‌استیشن ۳ و ایکس‌باکس ۳۶۰ منتشر شد، نسخه وی یو بازی در سپتامبر ۲۰۱۴ در ژاپن و اکتبر ۲۰۱۴ در سراسر جهان، نسخهٔ نینتندو سوئیچ در فوریه ۲۰۱۸، و برای کنسول‌های پلی‌استیشن ۴ و ایکس‌باکس وان در فوریه ۲۰۲۰ عرضه شده‌است. ادامه‌ای برای این بازی با نام بایونتا ۲ در سال ۲۰۱۴ به‌طور انحصاری برای کنسول وی یو منتشر شده‌است.

## بازتاب‌ها
| گردآورنده | امتیاز                                                      |
| --------- | ----------------------------------------------------------- |
| متاکریتیک | PS3: ۸۷/۱۰۰ X360: ۹۰/۱۰۰ WIIU: ۸۶/۱۰۰ PC: ۹۰/۱۰۰ NS: ۸۴/۱۰۰ |

| ناشر         | امتیاز                   |
| ------------ | ------------------------ |
| وان‌آپ.کام    | X360: A PS3: A−          |
| یوروگیمر     | ۹/۱۰                     |
| فامیتسو      | X360: ۴۰/۴۰ PS3: ۳۸/۴۰   |
| جی۴          | [ ۱۳ ]                   |
| گیم اینفورمر | ۹/۱۰                     |
| گیم‌پرو       | [ ۱۵ ]                   |
| گیمز ریدار+  | [ ۱۶ ]                   |
| آی‌جی‌ان       | X360: ۹.۶/۱۰ PS3: ۸.۲/۱۰ |

| ناشر         | جایزه                                           |
| ------------ | ----------------------------------------------- |
| آی‌جی‌ان یو کی | بهترین بازی سال                                 |
| گیم‌اسپات     | بهترین مبارزه غول آخر و بهترین مالکیت فکری جدید |
| گیم‌تریلرز    | بهترین مالکیت فکری جدید                         |
| جاینت بامب   | بهترین آغاز                                     |